# Gonomyia (Gonomyia) sparsisetosa
Gonomyia (Gonomyia) sparsisetosa is een tweevleugelige uit de familie steltmuggen (Limoniidae). De soort komt voor in het Afrotropisch gebied.